# Front Islamski

Flaga wojenna Frontu Islamskiego

Front Islamski (arab. تحرير الإسلامية, Dżabhat al-islamijja) – organizacja militarna, zrzeszająca sunnickie ugrupowania zbrojne, aktywna podczas syryjskiej wojny domowej, od 22 listopada 2013. Front Islamski był największą organizacją militarną, wchodzącą w skład syryjskiej opozycji, mającej na celu obalenie rządu Baszszara al-Asada i ustanowienie w Syrii kraju wyznaniowego, do czasu przegrania rywalizacji z Państwem Islamskim i wewnętrznym rozłamem.
Organizacja została stworzona w wyniku wielomiesięcznych negocjacji między ugrupowaniami tworzącymi dwa sunnickie bloki – Syryjski Front Wyzwolenia Islamu oraz Syryjski Front Islamski. Po trzy główne ugrupowania z tych bloków podpisały 22 listopada 2013 pakt, który zakończył działalność sunnickich konfederacji, na rzecz powołania skonsolidowanego Frontu Islamskiego. Sygnatariuszami paktu są Liwa at-Tauhid, Liwa Sukur asz-Szam i Dżajsz al-Islam z ramienia Syryjskiego Frontu Wyzwolenia Islamu oraz Ahrar asz-Szam, Liwa al-Hakk, Ansar asz-Szam wchodzących uprzednio w skład Syryjskiego Frontu Islamu. Do porozumienia dołączył także Kurdyjski Front Islamski.
W zamyśle twórców tego ciała militarnego jest ono alternatywą wobec Syryjskiej Koalicji Narodowej na rzecz Opozycji i Sił Rewolucji, a także było odpowiedzią na rosnące w siłę Islamskiego Państwa w Iraku i Lewancie. Liderem ugrupowania jest Ahmad Abu Isa z Liwa Sukur asz-Szam.
Deklaracja Frontu Islamskiego odrzuca koncepcje demokratycznego i świeckiego państwa. Celem Islamskiego Frontu jest wprowadzenie w Syrii rządów islamskich opartych na prawie koranicznym. Front Islamski liczył 45 tys. islamskich bojowników.
6 grudnia 2013 bojownicy Frontu Islamskiego przejęli kontrolę nad przejściem granicznym i bazą Bab al-Hawa, leżącą w muhafazie Idlib, należącą dotychczas do Wolnej Armii Syrii. Było to przełomowe wydarzenie – utrata kontroli nad swoim magazynem broni przez Wolną Armię Syrii stała się przyczyną zawieszenia przez USA i Wielką Brytanię wspierania syryjskiej umiarkowanej opozycji i ucieczki gen. Salima Idrisa do Turcji.
W styczniu 2014 Front Islamski podjął walkę z Islamskim Państwem w Iraku i Lewancie, sprzymierzając się z ugrupowaniem Dżabhat an-Nusra oraz Armia Mudżahedinów, tworząc luźny sojusz zbrojny pod nazwą Ahl asz-Szam. W zakresie walk z Państwem Islamskim współpracuje również z Wolną Armią Syrii i jej brygadami satelickimi oraz kurdyjskimi Powszechnymi Jednostkami Ochrony. Walczył również z armią syryjską na wielu frontach m.in. w Aleppo, pod Damaszkiem, na froncie centralnym, czy froncie południowym, brali też udział w kampanii w Górach Kalamun.
Wobec porażek Frontu Islamskiego wobec Państwa Islamskiego, główna składowa Frontu Islamskiego, Ahrar asz-Szam czynił poszukiwania nowych sojuszników, by móc rywalizować ze ściągającymi dżihadystami do kalifatu. W związku z tym 3 sierpnia 2014 podpisano ugodę z 17 innymi ugrupowaniami powołującymi Syryjską Radę Dowództwa Rewolucyjnego. W skład niej wchodziły rozłamowcy z Wolnej Armii Syrii i Frontu Islamskiego – Dżajsz al-Islam, Liwa Sukur asz-Szam, Ahrar asz-Szam oraz Liwa al-Hakk. W związku z tym po rozłamie Front Islamski tworzyły jedynie trzy ugrupowania – Liwa at-Tauhid, Ansar asz-Szam i Kurdyjski Front Islamski.